# Молде
Мо́лде (норв. Molde) — город и коммуна в фюльке Мёре-ог-Ромсдал, Норвегия.

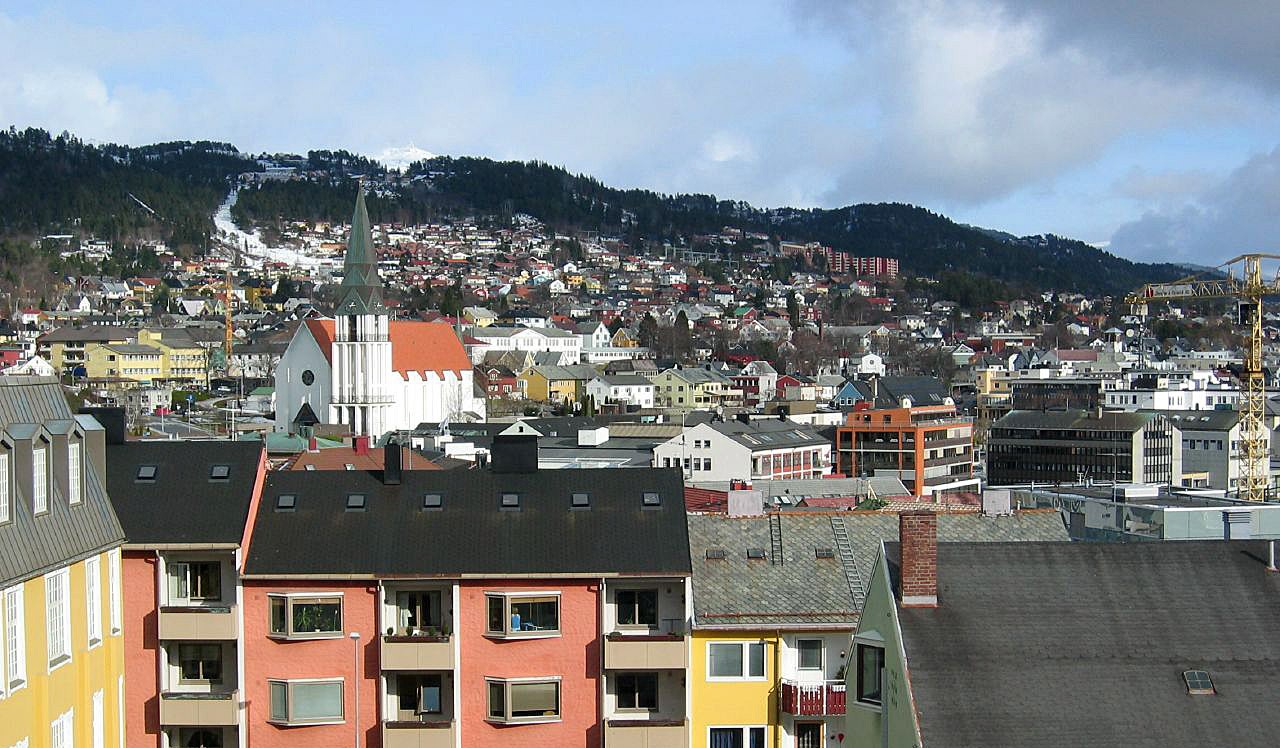
Вид с востока на Молде. Собор виден слева от центра.

Поселение образовалось как торговый пост в конце средних веков. Официальные права на занятие торговлей были получены в 1614 году, а права города были жалованы королевской хартией в 1742 году. Муниципалитет Молде образован 1 января 1838 года. 1 января 1964 года в муниципалитет Молде вошли бывшие отдельные муниципалитеты Болсёй и Веёй.
Город является административным центром фюльке Мёре-ог-Ромсдал. Молде испытал значительный рост в XVIII и XIX веках, став центром текстильной и швейной промышленности Норвегии, а также важным центром туризма.
После Второй мировой войны Молде стал не только административным и политическим центром, но также накопил значительные промышленные и академические ресурсы.
Город расположен на северном берегу Румсдалсфьорда, на полуострове Румсдал. В Молде умеренный морской климат, с прохладным или тёплым летом и относительно мягкой зимой.
С 1961 года в Молде ежегодно проводится международный джазовый фестиваль «Moldejazz» (в последнее десятилетие включает также концертные программы рок- и поп-музыки, этнической музыки).
В Молде играет одноименный футбольный клуб.

## Города-побратимы
- Вайле, Дания
- Бурос, Швеция
- Миккели, Финляндия
- Ческа-Липа, Чехия
- Бардейов, Словакия

## Известные жители
- Бьёрнстьерне Бьёрнсон, писатель, лауреат Нобелевской премии по литературе (1832—1910)
- Ю Несбё, писатель и музыкант, лауреат нескольких литературных премий